# Lungern
Lungern je obec ve švýcarském kantonu Obwalden. Leží přibližně 14 kilometrů jihozápadně od hlavního města kantonu, Sarnenu, v nadmořské výšce 712 metrů. Žije zde přibližně 2 100 obyvatel. 

## Geografie
Lungern se nachází v nejvýše položené části kantonu Obwalden. Centrum obce leží v nadmořské výšce 712 m n. m. podél břehu jezera Lungerersee, železniční stanice pak v 752 m n. m. Jako nejvýše položená obec v údolí Sarneraatal leží v kotlině, která je otevřená pouze na severu a z ostatních stran ji uzavírají strmé zalesněné svahy a skály. Rozloha obce je 4647 ha, z toho 1775 ha tvoří louky a pastviny, 463 ha zahrady a zarostlé plochy, 2022 ha lesy, 17 ha zastavěné plochy, 80 ha dopravní plochy, 208 ha vodní plochy a 81 ha nevyužité plochy.
Obec je rozdělena na tři části. Na severním konci jezera leží na přilehlých kopcích vesnice Kaiserstuhl-Bürglen, zatímco vlastní centrum obce se usadilo na východním břehu jezera. Vesnice Obsee přiléhá k jižnímu břehu jezera a lze ji označit za nejzachovalejší část staré části obce. Zde se stále nacházejí staré domy v původním uspořádání.

## Historie

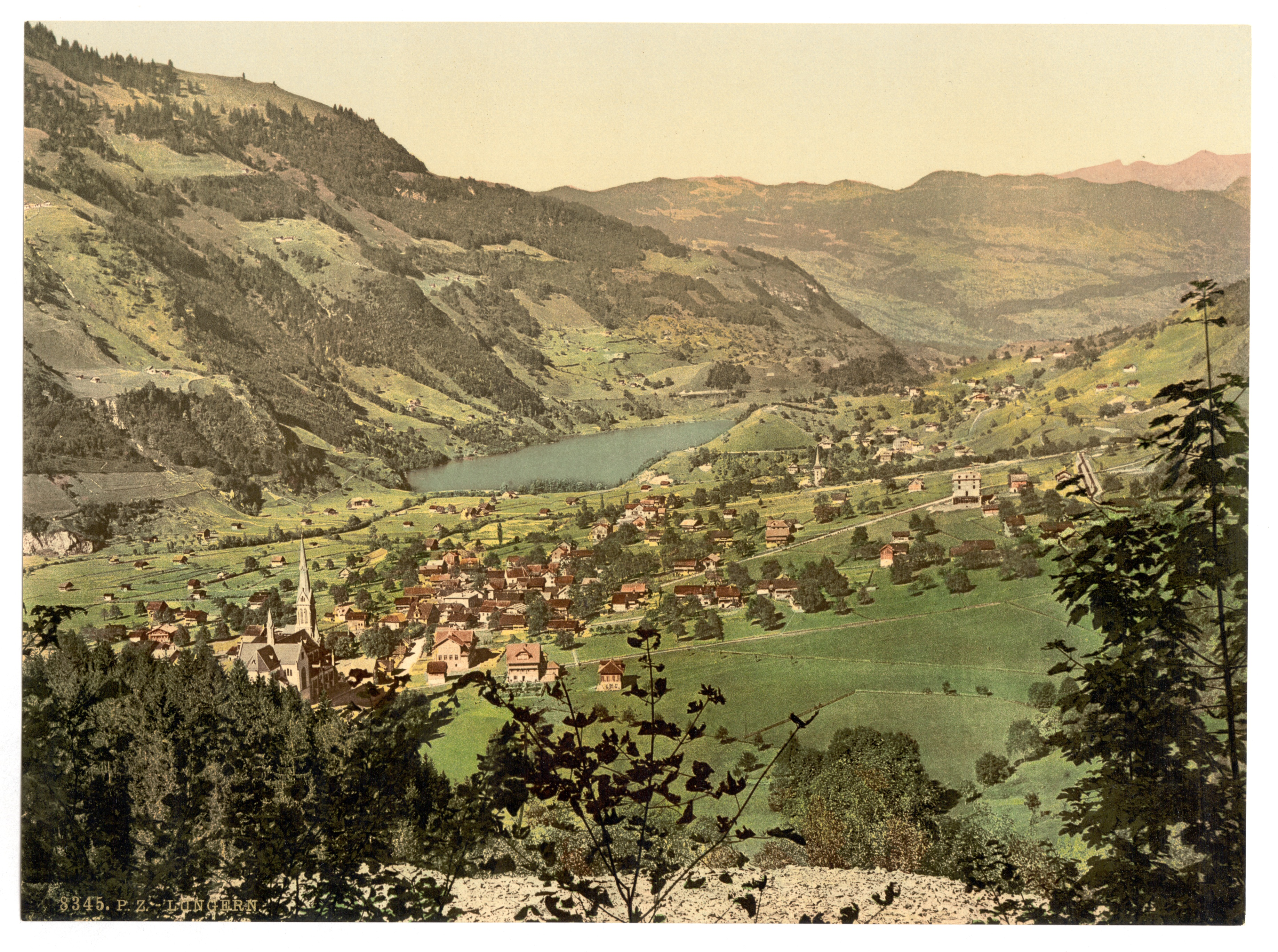
Lungern na pohlednici z konce 19. století

První zmínka o obci pochází z listiny z roku 1275 pod názvem Lutigern, avšak dochovaná na pozdější kopii ze 14. století. Na území obci byly objeveny jednotlivé nálezy z mezolitu, doby bronzové a římských dob. Vedle panského vlastnictví půdy existovalo vždy také svobodné vlastnictví půdy venkovany. Starý kostel (zmiňovaný v roce 1275, zasvěcený sv. Kateřině), jehož polohu dnes označuje kostelní věž ze 14. století, byl založen a vystavěn s pomocí nadace baronů z Wolhusenu. V roce 1303 předali patronátní práva klášteru Engelberg, který je v roce 1450 postoupil kantonu Obwalden. Od roku 1674 je právo kolatury v rukou lungernských farníků bez omezení. Klášteru Murbach-Luzern patřil také alp v Lungernu a statky v Obsee a Bürglenu. V roce 1739 byl Bürglen-Kaiserstuhl s kaplí postavenou v roce 1686 povýšen na vikariátní kapli. Komunitní úkoly, zejména péči o chudé, vykonávali farníci. Nezávisle na farnosti vznikla pozemková družstva: dílčí farnost Obsee s Bürglenem (1388) a dílčí farnost Dorf s Kaiserstuhlem (1420), která si do současnosti zachovala samostatnost. Právo užívat společnou půdu, vysokohorské pastviny a lesy bylo vždy závislé na vlastnictví půdy (vlastnických právech) v rámci dílčího honu. V Lungernu tak byli na rozdíl od ostatních společností v Obwaldenu oprávněni užívat pozemek i náhodní kolemjdoucí. Na přelomu 14. a 15. století se důraz přesunul ze zemědělství na chov dobytka.

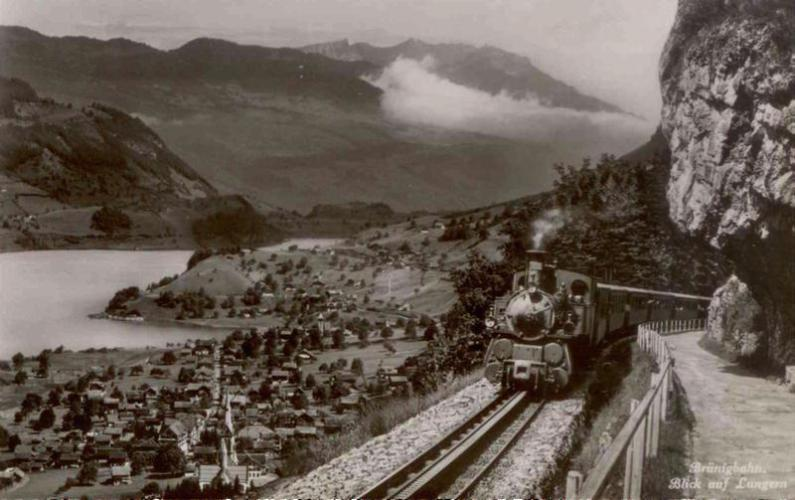
Vlak Brünigbahn nad Lungernem

V roce 1836 byla snížena hladina jezera Lungerersee, čímž bylo získáno 170 hektarů půdy. Díky koncesi udělené v roce 1919 společnosti Centralschweizerische Kraftwerke byla vodní plocha opět přehrazena pro výrobu elektrické energie. Od roku 1982 patří celé vodní dílo kantonu Obwalden. Významným zdrojem příjmů byla v 19. století podomácká výroba: předení bavlny, zejména tkaní hedvábí (sídlo v Curychu, později v Horgenu) a až do 50. let 20. století tkaní slaměných klobouků (sídlo ve Wohlenu, od roku 1910 v Sarnenu). Potoky Eibach a Laui, které byly po staletí velkou hospodářskou zátěží a hrozbou, bylo nutné kolem roku 1900 výrazně přehradit. Katastrofa na potoce Eibach v roce 1887 poškodila kostel a charitní dům natolik, že byly opuštěny a v letech 1892–1893 byl na sedle postaven nový kostel. Výstavba silnice Brünigstrasse na počátku 60. let 19. století a otevření dráhy Brünigbahn Alpnachstad–Brienz v roce 1888 podpořily cestovní ruch. S rozvojem hotelnictví se Lungern stal na čas letním lázeňským střediskem a po otevření lyžařského areálu lanovkou Lungern-Schönbüel (1961) také zimním lázeňským střediskem. Ve 20. století se řemesla rozvinula v efektivní obchod (včetně tradice sochařství) a vedla ke vzniku místních průmyslových podniků.

## Obyvatelstvo
K 31. prosinci 2021 v obci žilo 2082 obyvatel.

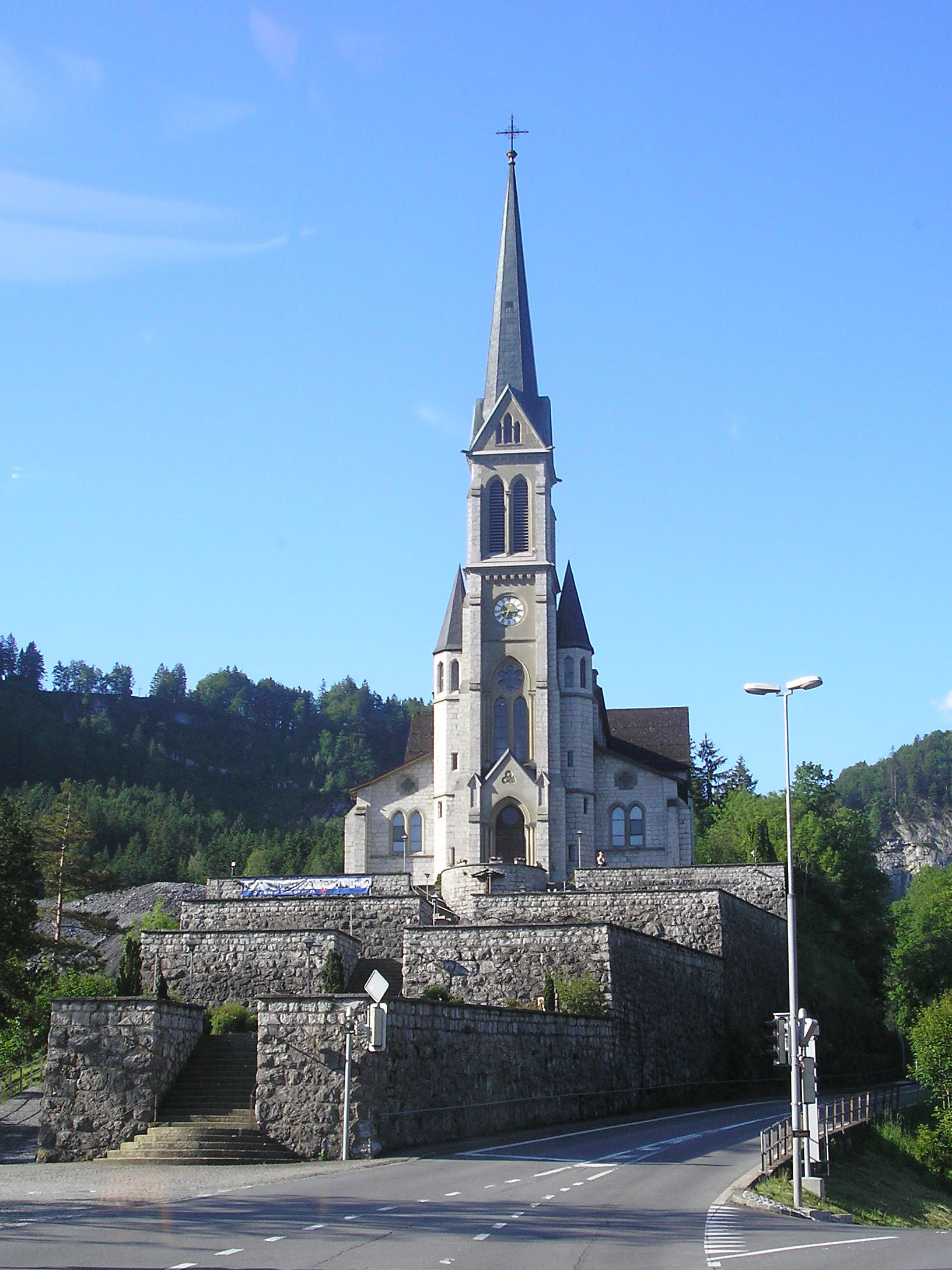
Farní kostel Srdce Ježíšova v Lungernu

### Vývoj populace
V 18. století došlo k výraznému nárůstu počtu obyvatel navzdory vysoké dětské úmrtnosti. Mezi lety 1743 a 1900 vzrostl počet obyvatel přibližně o 110 procent. V následujícím desetiletí počet obyvatel klesl. Důvodem byl nedostatek pracovních míst a následná migrace do jiných regionů Švýcarska a do zámoří. Druhá fáze růstu následovala mezi lety 1910 a 1950 (+10,7 %). Poté, vzhledem k odlehlé poloze daleko od městských center, došlo ke stagnaci až do roku 1990. Od té doby počet obyvatel vzrostl o 14,04 %, tj. o 261 osob.
| Vývoj počtu obyvatel | Vývoj počtu obyvatel | Vývoj počtu obyvatel | Vývoj počtu obyvatel | Vývoj počtu obyvatel | Vývoj počtu obyvatel | Vývoj počtu obyvatel | Vývoj počtu obyvatel | Vývoj počtu obyvatel | Vývoj počtu obyvatel | Vývoj počtu obyvatel | Vývoj počtu obyvatel | Vývoj počtu obyvatel | Vývoj počtu obyvatel | Vývoj počtu obyvatel | Vývoj počtu obyvatel | Vývoj počtu obyvatel | Vývoj počtu obyvatel | Vývoj počtu obyvatel | Vývoj počtu obyvatel |
| -------------------- | -------------------- | -------------------- | -------------------- | -------------------- | -------------------- | -------------------- | -------------------- | -------------------- | -------------------- | -------------------- | -------------------- | -------------------- | -------------------- | -------------------- | -------------------- | -------------------- | -------------------- | -------------------- | -------------------- |
| Rok                  | 1743                 | 1799                 | 1850                 | 1860                 | 1870                 | 1880                 | 1888                 | 1900                 | 1910                 | 1920                 | 1930                 | 1941                 | 1950                 | 1960                 | 1970                 | 1980                 | 1990                 | 2000                 | 2010                 |
| Počet obyvatel       | 868                  | 1164                 | 1413                 | 1541                 | 1589                 | 1721                 | 1758                 | 1828                 | 1696                 | 1714                 | 1722                 | 1828                 | 1878                 | 1794                 | 1813                 | 1773                 | 1859                 | 1965                 | 2065                 |

### Jazyky
Téměř všichni obyvatelé mluví německy jako každodenním hovorovým jazykem, a to místním alemanským dialektem, zvaným Obwaldnerdeutsch. Při sčítání lidu v roce 2000 uvedlo 94,8 % obyvatel jako svůj hlavní jazyk němčinu, 2,2 % albánštinu, 0,7 % francouzštinu, 0,5 % portugalštinu a srbochorvatštinu a 0,3 % italštinu.

### Národnostní složení
Z 2 120 obyvatel na konci roku 2018 bylo 1 892 (89,25 %) švýcarských státních příslušníků. Většina přistěhovalců pochází ze střední Evropy (Německo, Rakousko a Spojené království), jižní Evropy (Portugalsko, Itálie a Španělsko), bývalé Jugoslávie (Srbsko, Kosovo a Severní Makedonie), Afriky (Eritrea) a Asie (Srí Lanka a Sýrie). Při sčítání lidu v roce 2000 mělo 1 827 osob (92,98 %) švýcarské občanství; z toho 33 osob mělo dvojí občanství.

## Doprava
Kantonální hlavní silnice č. 4 (Brünigstrasse) spojuje Lungern se sousední obcí Giswil a přes průsmyk Brünig s Meiringenem v kantonu Bern. V prosinci 2012 byl po šesti letech výstavby otevřen obchvatový tunel Lungern, který odlehčuje obci od tranzitní dopravy.
Přes obec vede železniční trať Brünigbahn, patřící pod železniční společnost Zentralbahn. Na území obce se nachází dvě zastávky, Kaiserstuhl a Lungern. Na bývalé zastávce Käppeli kousek nad obcí už vlaky nestaví. Při výstupu do průsmyku Brünig a při sjezdu z Kaiserstuhlu do Giswilu využívá železnice ozubnicový systém.